# Epectaptera drucei
Epectaptera drucei är en fjärilsart som beskrevs av Rothschild. Epectaptera drucei ingår i släktet Epectaptera och familjen björnspinnare. Inga underarter finns listade i Catalogue of Life.